# 中心镇 (依安县)
中心镇，是中华人民共和国黑龙江省齐齐哈尔市依安县下辖的一个乡镇级行政单位。

## 行政区划
中心镇下辖以下地区：
向阳村、德庆村、自由村、永胜村、兴林村、兴顺村、平等村、丰收村、建设村、合顺村、民乐村、中平村、翻身村、兴长村、兴盛村、中心村和团结村。